# 穆尼基雷蒂
穆尼基雷蒂（Muni Ki Reti），是印度北阿坎德邦Tehri Garhwal县的一个城镇。总人口7879（2001年）。

## 人口
该地2001年总人口7879人，其中男性4983人，女性2896人；0—6岁人口1032人，其中男540人，女492人；识字率72.99%，其中男性为78.89%，女性为62.85%。